# Tipula (Microtipula) ctenopyga
Tipula (Microtipula) ctenopyga is een tweevleugelige uit de familie langpootmuggen (Tipulidae). De soort komt voor in het Neotropisch gebied.